# Никанорова, Юлия Павловна
Юлия Павловна Никанорова (род. 1991, Оренбург) — российская оперная певица (меццо-сопрано), одна из ведущих солисток московского театра «Геликон-опера».

## Биография
Юлия Никанорова родилась в Оренбурге в 1991 году. После школы поступила на факультет музыкального театра Российской академии театрального искусства, где обучалась под руководством Дмитрия Бертмана и Тамары Синявской. Ещё во время учёбы Никанорова принимала участие в спектаклях театра «Геликон-опера». После окончания академии она стала одной из солисток оперного театра. В 2016 году прошла стажировку на Международном фестивале Долины Итрия в Италии.

## Репертуар
Никанорова исполняла партии как в спектаклях «Геликон-оперы», так и в постановках других театров. В «Геликоне» она исполняла роли Ольги в «Евгении Онегине», Полины в «Пиковой даме» Петра Чайковского, Лауры в «Каменном госте» Александра Даргомыжского, Розины в «Севильском цирюльнике» Россини, Медоро в «Орландо, Орландо». В мае 2024 года состоялась премьера киноверсии спектакля «Аида» Джузеппе Верди театра «Геликон-опера», где Никанорова исполнила роль Амнерис — одну из главных ролей.
Список партий Юлии Никаноровой в «Геликоне»
- Ольга — Пётр Чайковский «Евгений Онегин»
- Любава — Николай Римский-Корсаков «Садко»
- Рамиро — Вольфганг Моцарт «Мнимая садовница»
- Розина — Джоаккино Россини «Севильский цирюльник»
- Полина — Пётр Чайковский «Пиковая дама»
- Третья дама — Вольфганг Моцарт «Волшебная флейта»
- Сонетка — Дмитрий Шостакович «Леди Макбет Мценского уезда»
- Ключница Амелфа — Николай Римский-Корсаков «Золотой петушок»
- Медоро — Георг Гендель «Орландо, Орландо»
- Марта — Пётр Чайковский «Иоланта»
- Фенена — Джузеппе Верди «Набукко»
- Дидона — «Туда и обратно»
- Лаура — Александр Даргомыжский «Каменный гость»
- Кармен — Жорж Бизе «Кармен»
- Змей — Гиль Шохат «Альфа & Омега»
- Любовь Качубей — Пётр Чайковский «Мазепа»
- Амнерис — Джузеппе Верди «Аида»
- Мадам Флора — Джанкарло Менотти «Медиум»
- Марина Мнишек — Модест Мусоргский «Борис Годунов»
- Лола — Пьетро Масканьи «Сельская честь»
- Солоха — Пётр Чайковский «Черевички»
- Барабанщик — Виктор Ульман «Император Атлантиды»

Список партий Юлии Никаноровой в других театрах.
- Лаура — Александр Даргомыжский «Каменный гость», Самарский театр оперы и балета
- Фёкла Ивановна — Модест Мусоргский «Женитьба», Московский дом музыки
- Колдунья — Генри Перселл «Дидона и Эней», Большой концертный зал им. Чайковского
- Полина — Пётр Чайковский «Пиковая дама», Московский оперный дом
- Маддалена — Джузеппе Верди «Риголетто», Театр оперы и балета, Казань
- Кармен — Жорж Бизе «Кармен», Киргизский национальный театр оперы и балета
- Любовь Кочубей — Пётр Чайковский «Мазепа», Фестиваль искусств «Кремлевские вечера в Рязани»
- Смерть — Игорь Стравинский «Соловей», Концертный зал Чайковского, дирижёр Ф. Чижевский
- Полина — Пётр Чайковский «Пиковая дама», Оперный фестиваль Сааремаа, Эстония
- Фенена — Джузеппе Верди «Набукко», Оперный фестиваль Сааремаа, Эстония
- Амнерис — Джузеппе Верди «Аида», Международный музыкальный фестиваль, Бангкок, Таиланд[2]
- Вера Мухина — Владимир Николаев «Рабочий и колхозница», Зарядье, Москва

## Награды
В 2023 году Никанорова стала лауреатом второй премии международного конкурса исполнителей итальянской оперы Competitione dell’opera 2023 и лауреатом первой степени Всероссийского вокального конкурса оперных исполнителей «Ангажемент» 2023. В июне 2024 года стала лауреатом третьей степени международного вокального конкурса оперных исполнителей имени Нуржамал Уссембаевой в Астане. В июне 2024 Гран-при на международном конкурсе имени Сергея Лемешева в Твери. В сентябре 2024 года она была удостоена звания лауреата премии Москвы в области «Музыкального искусства».

## Оценка творчества
За свою карьеру Никанорова получила множество положительных рецензий и отзывов. Так, в своём обзоре на постановку «Аиды» Бертмана, Екатерина Кретова из «Московского комсомольца» отмечала, что Юлия Никанорова в роли Амнерис «очень интересна» и занимает одну из ключевых ролей в постановке. Валерий Кичин, в свою очередь, писал: «…в партии Амнерис была Юлия Никанорова с её непосредственностью избалованной девчонки и пластикой змеи». Положительные отзывы на выступление Никаноровой в этой партии высказал и Олег Кривцун. Владислав Зисман, обозревая оперу «Альфа & Омега», поставленую в «Геликоне» на иврите, отметил, что Юлия Никанорова в роле Змея — «само воплощение органичности сочетания пения и движения. Её изломанная пластика, воплощающая образ зла, но зла нерефлексирующего, абсолютно натурального, „природного“, является своего рода визуализированным лейтмотивом главного „мотора“ драмы.».
Однако оценивая выступление Никаноровой в «Черевичках», поставленном режиссёром Сергеем Новиковым, Филипп Геллер отметил, что певица «чувствует себя некомфортно», поскольку «низкие ноты ей явно не по зубам». Как отметила Лариса Долгачёва в своей рецензии на постановку «Императора Атлантиды», «Юлия Никанорова в роли Барабанщика как символа войны, являвшая почти сплошные форте, тембровую жесть и уже проступающую качку. Поди услышь за этой могучей вокальной стеной тонкое пение скрипки и попробуй не упусти стремительные смены настроений ульмановского опуса». Музыковед Сергей Бирюков («Труд»), напротив, высоко оценил как спектакль в целом, так и выступление Никаноровой, отметив её в числе «великолепных солистов». В то же время Долгачёва положительно отметила Никанорову в «Аиде»: «Самоуверенная Амнерис (которую отлично исполнила Юлия Никанорова, явившая в голосе объём, мощь, красоту, а в палитре — разнообразие».